# Reinbeck
Reinbeck és una població dels Estats Units a l'estat d'Iowa. Segons el cens del 2000 tenia 1.751 habitants.

## Demografia
Segons el cens del 2000, Reinbeck tenia 1.751 habitants, 730 habitatges, i 492 famílies. La densitat de població era de 371,5 habitants/km².
Dels 730 habitatges en un 28,2% hi vivien nens de menys de 18 anys, en un 58,8% hi vivien parelles casades, en un 6,7% dones solteres, i en un 32,6% no eren unitats familiars. En el 29,9% dels habitatges hi vivien persones soles el 17,8% de les quals corresponia a persones de 65 anys o més que vivien soles. El nombre mitjà de persones vivint en cada habitatge era de 2,33 i el nombre mitjà de persones que vivien en cada família era de 2,87.
Per edats la població es repartia de la següent manera: un 23,5% tenia menys de 18 anys, un 6,3% entre 18 i 24, un 25,3% entre 25 i 44, un 21,5% de 45 a 60 i un 23,4% 65 anys o més.
L'edat mediana era de 42 anys. Per cada 100 dones de 18 o més anys hi havia 84,6 homes.
La renda mediana per habitatge era de 36.667 $ i la renda mediana per família de 45.938 $. Els homes tenien una renda mediana de 32.829 $ mentre que les dones 21.618 $. La renda per capita de la població era de 19.814 $. Entorn del 3,3% de les famílies i el 4% de la població estaven per davall del llindar de pobresa.

## Poblacions més properes
El següent diagrama mostra les poblacions més properes.